# Os Cientistas

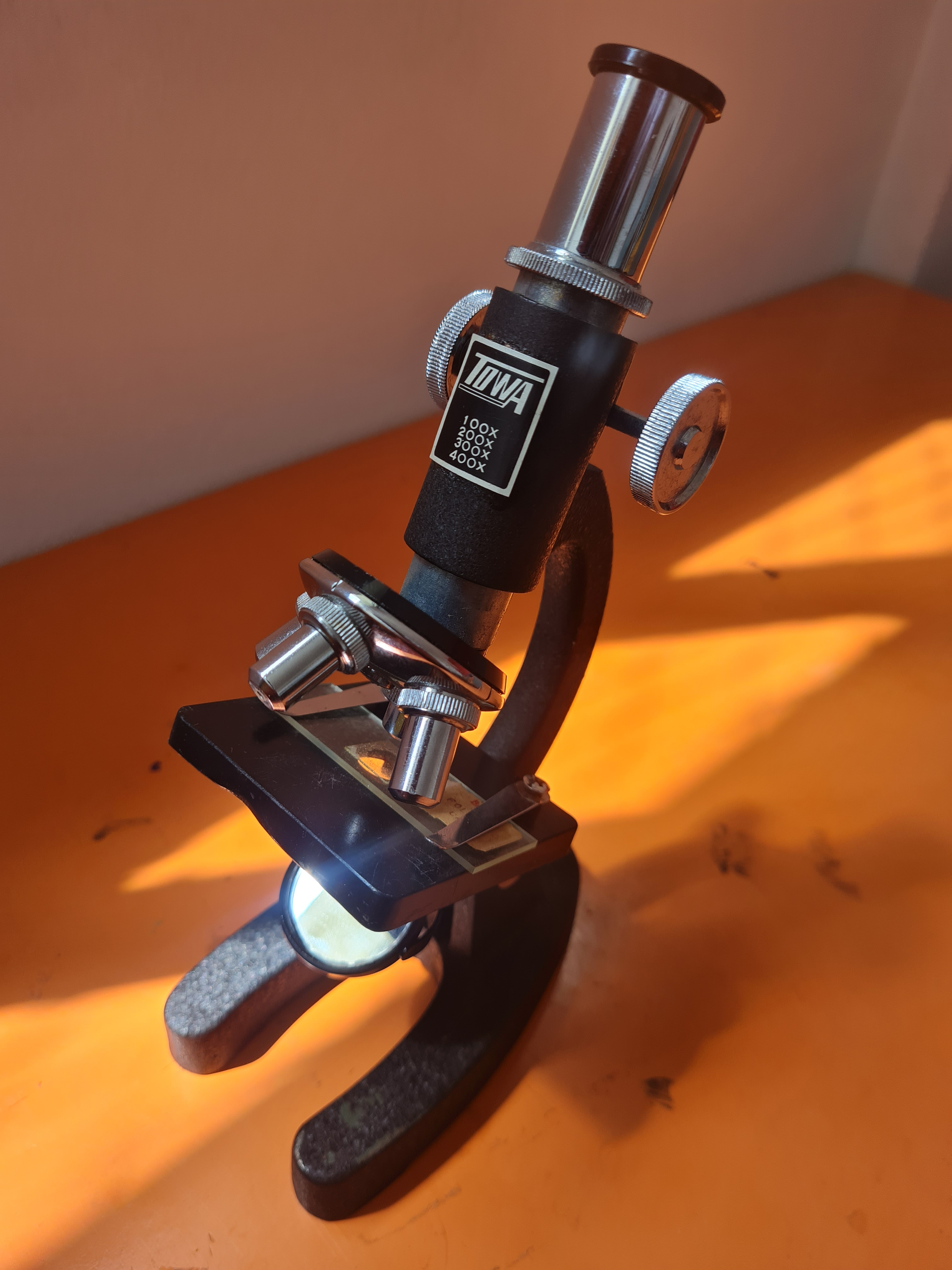
Microscópio óptico da coleção, com espelho para refletir a luz e aumento de até 400x.

A coleção "Os Cientistas: a Grande Aventura da Descoberta Científica", mais conhecida como "Os Cientistas" foi uma coleção de livros e experimentos lançada no Brasil em 1972. A coleção foi produzida pela Fundação Brasileira para o Desenvolvimento do Ensino de Ciências (FUNBEC), em parceria com a  Abril Cultural. 
Os kits da coleção eram compostos por um manual de instruções, um fascículo sobre cientistas importantes e uma caixa de isopor com equipamentos (como microscópio e balanças) e insumos para pequenos experimentos. Os kits são considerados um marco no ensino de ciências no Brasil. Entre os idealizadores do projeto incluiam-se os cientistas Isaías Raw e Moysés Nussenzvieg. 
Há estimativas que nos primeiros de 15 dias de vendas da coleção tenham sido vendidos mais de 300.000 kits. 

## Reedições
Na década de 2010, houve uma tentativa de reedição da coleção, com campanhas públicas e participação de cientistas como a geneticista Mayana Zatz e o então diretor da FAPESP Carlos Henrique de Brito Cruz.

## Cientistas da coleção
Os cientistas, e os temas abordados nos kits, eram: 
| Cientista(s)                 | Tópico do kit                                                              |
| ---------------------------- | -------------------------------------------------------------------------- |
| Ampère e Ohm                 | Corrente elétrica                                                          |
| Arquimedes                   | Peso aparente                                                              |
| Arrhenius                    | Ácidos e bases: Condutibilidade elétrica                                   |
| Banting e Best               | Dosagem de açúcar na urina                                                 |
| Bardeen, Brattain e Shockley | O princípio do transistor                                                  |
| Bernoulli                    | O princípio do avião                                                       |
| Berzelius                    | Reatividade dos metais                                                     |
| Boyle                        | Pressão e volume dos gases                                                 |
| Bragg                        | Crescimento de cristais                                                    |
| Buchner                      | As enzimas                                                                 |
| Bunsen                       | Identificação de substâncias por espectroscopia                            |
| Carothers                    | O nailon e os plásticos                                                    |
| Cavendish                    | Síntese da água                                                            |
| Claude Bernard               | Digestão                                                                   |
| Da Vinci                     | Densidade dos líquidos                                                     |
| Dalton                       | Proporção nas reações químicas                                             |
| Darwin                       | Seleção natural                                                            |
| Davy                         | Corrosão                                                                   |
| Descartes                    | Trajetória dos raios luminosos                                             |
| Einstein                     | Efeito fotoelétrico                                                        |
| Faraday                      | O ímã e a corrente elétrica                                                |
| Feigl                        | Microtestagem                                                              |
| Franklin                     | Eletricidade estática                                                      |
| Galileu                      | A queda dos corpos                                                         |
| Gilbert                      | Magnetismo                                                                 |
| Graham                       | Difusão                                                                    |
| Heyrovsky                    | Galvanoplastia                                                             |
| Hooke                        | Deformações elásticas                                                      |
| Landsteiner                  | Grupos sanguíneos                                                          |
| Lavoisier                    | Conservação da matéria                                                     |
| Le Chatelier                 | Reversibilidade das reações químicas                                       |
| Liebig                       | Substâncias que constituem os alimentos ou o solo e os compostos orgânicos |
| Mendel                       | Hereditariedade                                                            |
| Michaelis                    | Reações enzimáticas                                                        |
| Nernst                       | Reações de precipitação                                                    |
| Newton                       | Leis do movimento                                                          |
| Pascal e Torricelli          | Pressão atmosférica                                                        |
| Pasteur                      | Geração espontânea                                                         |
| Pauling                      | Eletroforese                                                               |
| Priestley                    | Luz e a fotossíntese                                                       |
| Rawitscher                   | Transpiração Vegetal                                                       |
| Rumford e Joule              | Calor e trabalho                                                           |
| Sachs                        | Nutrição vegetal                                                           |
| Schleiden e Schwann          | Microscopia e teoria celular                                               |
| Tyndall                      | Calor específico                                                           |
| Van de Graaff e Lawrence     | Gerador eletrostático e acelerador de partículas                           |
| Van’t Hoff                   | Velocidade das reações químicas                                            |
| Volta                        | A pilha elétrica                                                           |
| Went                         | Hormônios vegetais                                                         |
| Willstätter                  | A clorofila                                                                |